# Інститут імені Руджера Бошковича
Інститут імені Руджера Бошковича — науково-дослідний інститут, розташований у районі Шалата в Загребі, Хорватія, заснований у 1950 році.

## Опис
Це найбільший хорватський науково-дослідний інститут у галузі природничих наук та техніки. Назвати інститут на честь Руджера-Йосипа Бошковича запропонував один із його засновників, фізик Іван Супек.
Інститут має мультидисциплінарний характер: у ньому працюють приблизно 550 науковців та студентів з областей теоретичної фізики, хімії та фізики матеріалів, органічної та фізичної хімії, біохімії, молекулярної біології та медицини, екологічних та морських досліджень, інформатики та електроніки.
В межах Хорватії це національна установа, яка займається дослідженнями, вищою освітою та наданням підтримки академічній спільноті, державам та місцевим органам влади і промисловості, що базується на технологіях. У межах Європейського Союзу ІРБ є частиною Європейського дослідницького простору. Співпрацює з багатьма дослідницькими установами та університетами, дотримуючись тих самих цінностей та бачення.
75 % фінансування інституту забезпечується урядом Хорватії через Міністерство науки, освіти та спорту.

## Відділи
До інституту входять 14 дослідницьких підрозділів та центрів:
- Відділ теоретичної фізики
- Відділ експериментальної фізики
- Відділ фізики матеріалів
- Відділ електроніки
- Відділ фізичної хімії
- Відділ органічної хімії та біохімії
- Відділ хімії матеріалів
- Відділ молекулярної біології
- Відділ молекулярної медицини
- Центр морських досліджень
- Відділ морських та екологічних досліджень
- Відділ лазерних та атомних досліджень та розробок
- ЯМР-центр
- Центр інформатики та обчислювальної техніки